# Берков, Валерий Павлович
Вале́рий Па́влович Бе́рков (11 августа 1929 — 9 октября 2010) — советский и российский лингвист-германист, доктор филологических наук, специалист в области (древне)исландского и норвежского языков, лексикограф. 

## Биография
Сын литературоведа Павла Наумовича Беркова. Ученик профессора М. И. Стеблин-Каменского. В 1955 году защитил кандидатскую диссертацию «Залоговое значение возвратных форм в древнеисландском и современном норвежском языках», в 1971 году — докторскую «Вопросы двуязычной лексикографии».
Заведующий кафедрой скандинавской филологии Ленинградского (Санкт-Петербургского) государственного университета (1978—1997), автор первого «Исландско-русского словаря», иностранный член Норвежской и Фризской (Нидерланды) академий наук.
Длительное время Берков преподавал практический норвежский язык, затем главным стало чтение общих теоретических курсов и спецкурсов. Он провёл большую работу по организации первого в истории университета нидерландского (голландского) отделения. С 1994 по 1999 годы работал по совместительству профессором кафедры скандинавистики Университета Осло.
В. П. Берков — автор самого подробного русско-норвежского словаря. На протяжении нескольких десятков лет он один работал над созданием «Русско-норвежского словаря», который был выпущен в 1987 году объёмом 176 авторских листов. Этот словарь во многих отношениях новаторский, указывающий пути для будущих поколений составителей словарей. В 2011 году в Норвегии вышло очередное, значительно расширенное издание этого словаря, над которым автор работал, уже будучи тяжело больным.
Его «Двуязычная лексикография» является практическим пособием по составлению словарей.
В 1997 году за работы о Норвегии, её культуре и языке ему была присуждена Большая Академическая премия. В 2004 году Российская академия естественных наук избрала Валерия Павловича действительным членом по секции «Российские энциклопедии».
Валерий Павлович Берков был награждён российским орденом Дружбы, высшим норвежским орденом «За заслуги» 1 класса и высшим исландским орденом — «Орденом Сокола».
Дочери Ольга (род. 1955) и Анна (род. 1960) — также лингвисты.

## Основные работы
- Берков В. П. Бёдварссон А. Исландско-русский словарь. — М., 1962;
- Вопросы двуязычной лексикографии (словник). — Л., 1973;
- Слово в двуязычном словаре. — Таллин, 1977;
- Арсеньева М. Г., Балашова С. П., Берков В. П. Введение в германскую филологию. Учебник для филологических факультетов. М., 1980.
  - 2-е изд. М., 1998.
  - 3-е изд. М. ГИС, 2000;
- Русско-норвежский словарь крылатых слов. — М.: Русский язык, 1980;
- Берков В. П., Уолш И. А. Русско-английский словарь крылатых слов (около 1900 единиц). — М.: Русский язык, 1984 (2-е изд. 2002);
- Русско-норвежский словарь. — М., 1987
  - 2-е изд. — Russisk-Norsk Ordbok. Universitetsforlaget, Oslo, 1994;
- Норвежская лексикология. — СПб.: Изд-во СПбГУ, 1994;
- Двуязычная лексикография. — СПб.: Изд-во СПбГУ, 1996.
  - 2-е изд. — М.: АСТ, 2006;
- Современные германские языки. СПб.: Изд-во СПбГУ, 1996.
  - 2-е изд. — М.: АСТ. Астрель, 2001;
- Берков В. П.. Мокиенко В. М., Шулежкова С. Г. Большой словарь крылатых слов русского языка (около 4000 единиц). — М.: АСТ, 2000;
  - 2-е изд. — М., 2005;
- Краткий справочник по грамматике норвежского языка. — М.: Высшая школа, 2005;
- Русские имена, отчества и фамилии. Правила употребления. — М.: Высшая школа, 2005;
- Введение в германистику. — М.: Высшая школа, 2006;
- Новый большой русско-норвежский словарь. Живой язык. — 2006;
- Работы по языкознанию. — СПб.: Изд-во СПбГУ, 2011;
- История норвежского языка. — СПб.: Изд-во СПбГУ, 2012.